# Полистиролбетон

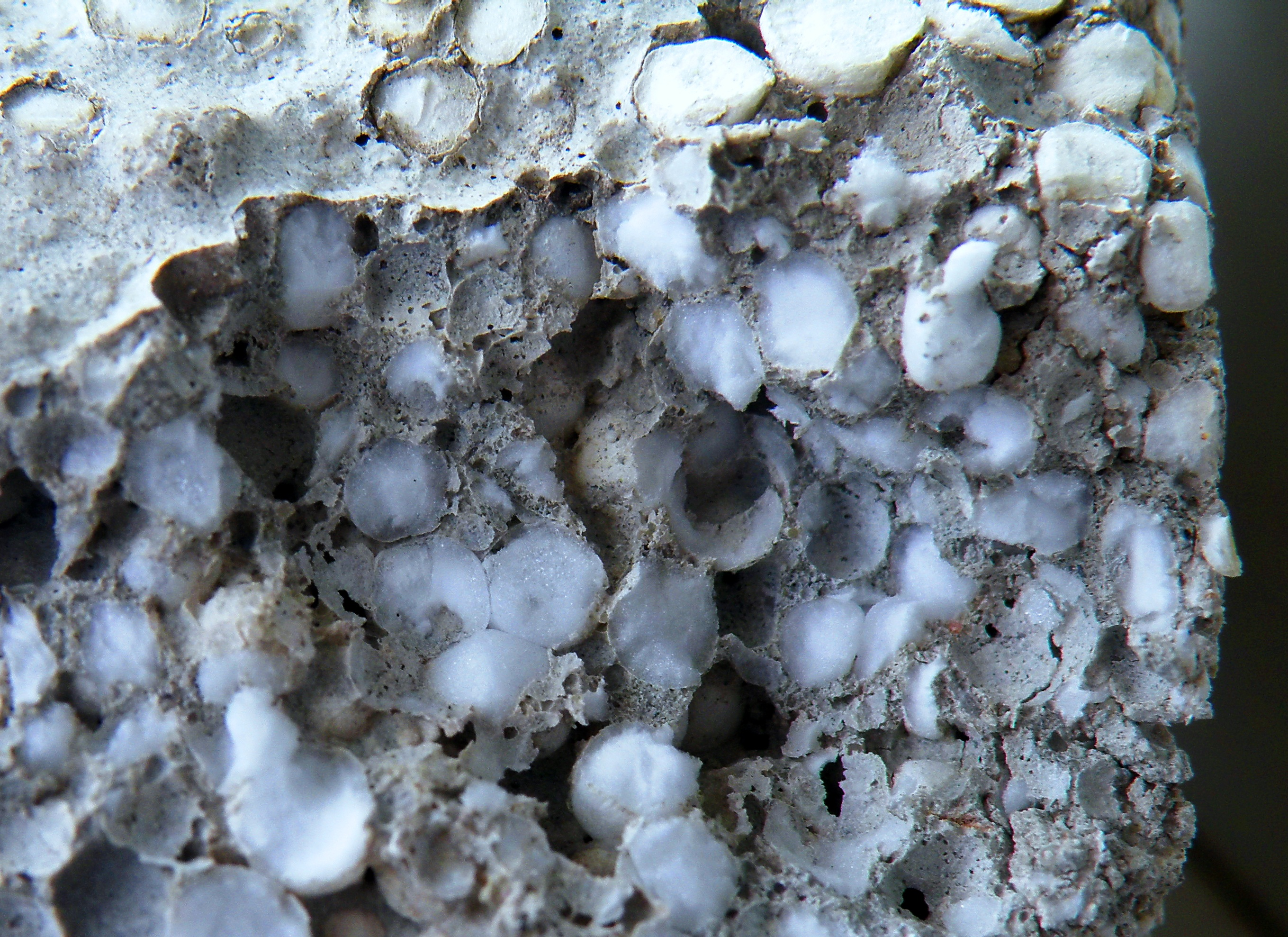
Полистиролбетон

Полистиролбетон — разновидность лёгкого бетона — представляет собой композиционный материал, в состав которого входит портландцемент, пористый заполнитель - гранулы вспененного полистирола, вода, а также воздухововлекающая добавка (СДО). Благодаря сочетанию теплоизолирующего материала, которым являются полистирольные гранулы и бетона в одном продукте удалось получить оптимальную комбинацию характеристик для строительного материала - устойчивость к гниению, гидрофобность, высочайшие показатели несущих характеристик, теплоизоляции, огнезащиты, звукопоглощения, морозоустойчивости и периодов замерзания/размораживания (срок эксплуатации).
- Полистиролбетон применяется в ограждающих конструкциях каркасных зданий, несущих стенах и перегородках, как утеплитель стен, полов, чердаков, кровли, используется для производства строительных блоков и фасадных декоративных утеплительных панелей, жидкого раствора для заливки монолита. Полистиролбетон обладает хорошей конструкционной прочностью. Полистиролбетонные блоки сочетают в себе достоинства бетона (прочность), древесины (легкость обработки) и пенополистирола (высокие тепло- и звукопоглощающие свойства). Полистиролбетон широко применяется в качестве строительной термоизоляции (теплопроводность 0,055 — 0,145 Вт/(м•K))[1].  Полистиролбетон соответствует следующим требованиям пожарной безопасности (по СНиП 21-01-97): группа по горючести – Г1 (слабогорючие)[источник не указан 4491 день], группа по воспламеняемости - В1 (трудновоспламеняемые), группа по дымообразующей способности - Д1 (с малой дымообразующей способностью для плотности от D400 до D600) и Д2 (с умеренной дымообразующей способностью для плотности от D200 до D350), группа токсичности продуктов горения - Т2 (умеренноопасные).

## История изобретения
Наполнитель из вспененного полистирола (под торговым названием Styropor®) для бетона был разработан Фрицем Стэстни (нем. Fritz Stastny), ученым из немецкой компании BASF в 1951 году, вскоре после создания пенополистирола. Компания BASF провела первые ориентировочные испытания по использованию пенополистирола в качестве заполнителя для производства полистиролбетона (стиропорбетона). Первоначально высокая стоимость данного сырья не позволила рентабельно использовать его в качестве лёгкого заполнителя. В конце 1967 года были проведены новые исследования направленные на снижение себестоимости и улучшение технологичности изготовления заполнителя. К этому времени пенополистирол, несмотря на цену, стал постепенно вытеснять другие лёгкие минеральные заполнители и становился всё более популярным материалом на строительном рынке. Крупнейшими потребителями в мире пенополистиролбетона являются Канада, США и Западная Европа (прежде всего Германия и Франция). Крупнейшими производителями сырья для наполнения полистиролбетона в мире являются BASF, Dow Chemical и Nova Chemicals.

## Применение
Полистиролбетон используется:
- в классическом строительстве домов
- при возведении быстровозводимых энергоэффективных домов
- в монолитном домостроении
- для тепло- и звукоизоляции стен, крыш, полов, плит, перекрытий. Такой полистиролбетон называют монолитным.
- нестандартные решения

Преимущественно изготавливают полистиролбетонные блоки плотностью от 200 до 600 кг/м3:
- D 200-300 - применяется в качестве утеплителя;
- D 300-350 - применяется в качестве ненесущих стен;
- D 400-600 - наружные несущие стены малоэтажных зданий;[3]
- D 450-600 - применяется в качестве несущих, ограждающих конструкций в малоэтажном строительстве.

## Использование в качестве утеплителя
Материал может использоваться для утепления зданий и сооружений. Возможность использования в качестве утеплителя определяется теплотехническим расчетом. 
| Марка по плотности | Плотность, кг/м3 | Удельная теплоемкость,кДж/(кг*К) | Коэф-т теплопроводности, Вт/(м*К) |
| ------------------ | ---------------- | -------------------------------- | --------------------------------- |
| D600               | 600              | 1.06                             | 0.145                             |
| D500               | 500              | 1.06                             | 0.125                             |
| D400               | 400              | 1.06                             | 0.105                             |
| D300               | 300              | 1.06                             | 0.085                             |
| D200               | 200              | 1.06                             | 0.065                             |
| D150               | 150              | 1.06                             | 0.055                             |

## Преимущества
Благодаря пористой структуре полистиролбетон обладает рядом преимуществ:
- Отличными теплоизоляционными и звукоизолирующими свойствами, нежели обычный бетон. Это позволяет избежать дополнительного утепления с помощью пенопласта, минеральной ваты или пеностекла.
- Экономичность. Полистиролбетон одновременно является и конструкционным, и изоляционным материалом, и как сказано выше, не требует дополнительной изоляции.
- В соответствии с новым утвержденным ГОСТом полистиролбетон относится к группе горючести НГ. Не горюч и огнестоек.
- Низкая нагрузка. Полистиролбетонные конструкции имеют меньшую, по сравнению с бетонными, массу, что снижает расходы на транспортировку, кладку и обработку. Массовая нагрузка сооружения получается меньшей, что существенно снижает затраты на возведение фундамента.
- Технологичность. Полистиролбетон по простоте обработки сравним с деревом: он легко пилится, сверлится, в нем хорошо держатся саморезы.
- Экологическая чистота аналогична бетону. При производстве полистиролбетона используются цемент, вода и гранулы пищевого  полистирола.
- Водопоглощение полистиролбетона существенно ниже, чем у пенобетона, потому как поры в материале изолированы друг от друга и вода впитывается только поверхностью. У обычного бетона, однако, этот показатель еще ниже.
- Паропроницаемость сравнима с паропроницаемостью дерева (сосна поперек волокон), что объясняет благоприятный микроклимат сравнимый с проживанием в деревянном доме.
- Благодаря низкому водопоглощению имеет высокий коэффициент морозостойкости.
- Высокая прочность монтажа крепёжных материалов(дюбель-саморезов, анкеров)
- Стены из полистиролбетона имеют высокие показатели сцепления со штукатурной смесью, а значит, не требуют особой подготовки перед оштукатуриванием.
- Усадка полистиролбетона в четыре раза меньше, чем у газобетона и пенобетона.

## Недостатки
- Свойства материала в значительной степени определяются бетонной составляющей.